# 小戎氏鲗属
小戎氏鲗属（学名：Rondeletiola），是耳乌贼科下的一个属。该属的唯一种小戎氏鲗Rondeletiola minor (Naef, 1912)是一种短尾鱿鱼，原产于东大西洋和地中海。范围涵盖西班牙西北部、葡萄牙以及地中海的东部、中部和西部（包括利古里亚海、第勒尼安海的北部和南部、西西里岛海峡、塔兰托湾、亚得里亚海、爱琴海北部、马尔马拉海） 和黎凡特海）到纳米比亚东南大西洋本格拉海流附近。
小戎氏鲗可生长到幔长（ML）23毫米。
本属名称因纪念Rondelet而得名。